# Zolotolîn, Kostopil
Zolotolîn (în ucraineană Золотолин) este localitatea de reședință a comunei Zolotolîn din raionul Kostopil, regiunea Rivne, Ucraina.

## Demografie
Componența lingvistică a localității Zolotolîn
     Ucraineană (99,48%)
     Alte limbi (0,51%)
Conform recensământului din 2001, majoritatea populației localității Zolotolîn era vorbitoare de ucraineană (99,48%), existând în minoritate și vorbitori de alte limbi.